# Блок керування двигуном

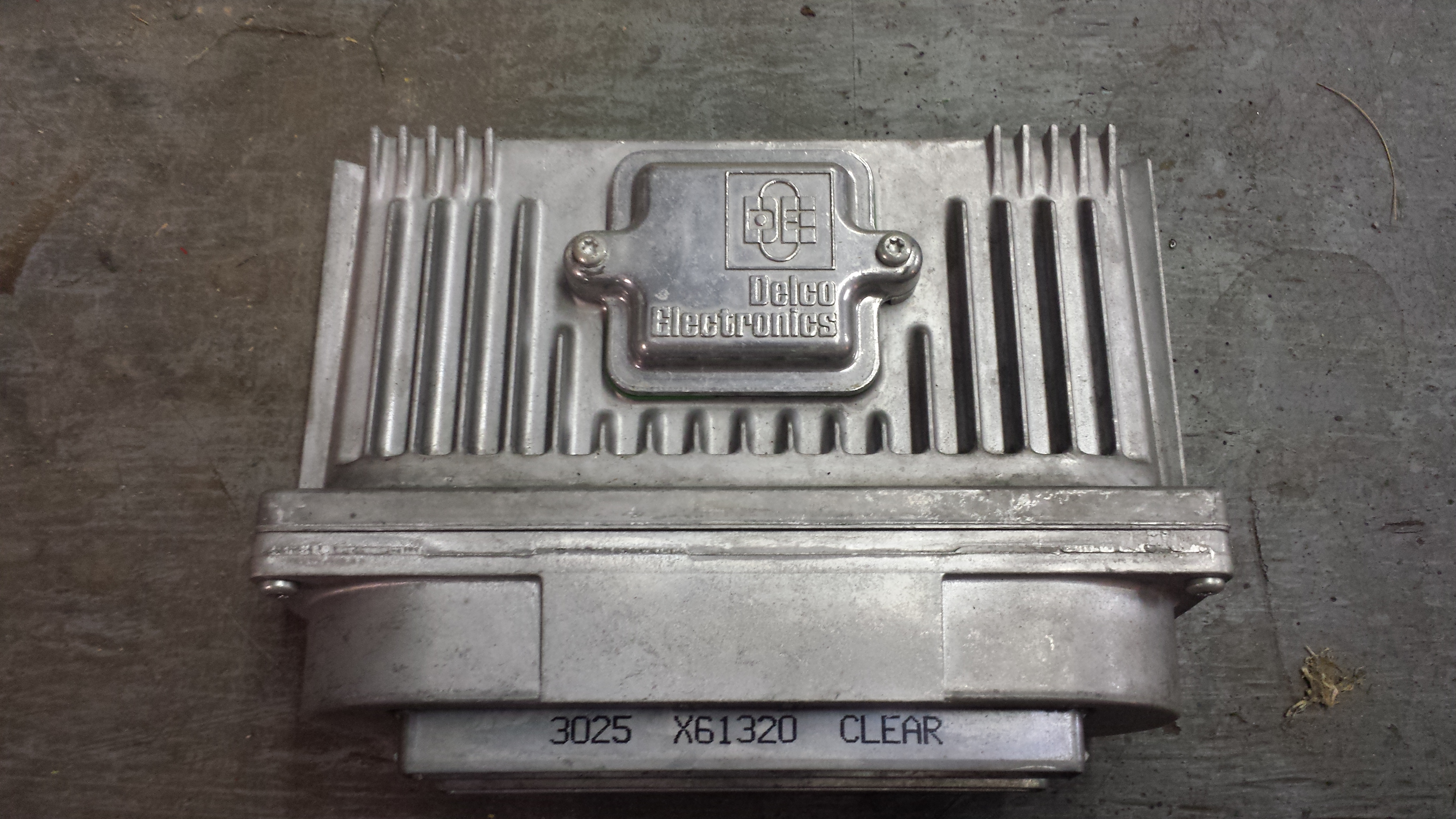
Блок керування двигуном автомобіля Chevrolet Beretta (1996)

Блок керува́ння двигуно́м (англ. engine control module, ECM) — різновид електронного блоку (англ. electronic control unit, ECU), що здійснює керування серією виконавчих пристроїв (актуаторів) на двигуні внутрішнього згоряння з метою забезпечення оптимальної його роботи. Він є основним конструктивним елементом системи керування двигуном. В англомовній літературі часто зустрічається ще назва англ. engine control unit, ECU, що викликає труднощі розуміння за абревіатурою, про який блок йдеться.

## Загальні принципи
Цей блок здійснює керування шляхом виконання таких дій:
- зчитування значень з великої кількості датчиків всередині моторного відсіку,
- інтерпретації даних з використанням багатовимірних карт продуктивності (так званих довідкових таблиць),
- коригування стану виконавчих елементів на двигуні відповідно до довідкових таблиць.

Застосування електронного регулювання дозволяє оптимізувати такі основні параметри роботи двигуна як: потужність, крутний момент, витрату палива, склад відпрацьованих газів тощо для різних режимів його роботи.

## Конструктивні особливості
Конструктивно електронний блок керування двигуном об'єднує апаратне і програмне забезпечення.
Апаратне забезпечення складається з низки електронних компонентів, основним з яких є мікропроцесор. Аналогові сигнали вимірювальної інформації (зазвичай, у вигляді електричної напруги) з давачів перетворюються у цифрові сигнали, сприйнятні для мікропроцесора, з використанням аналого-цифрового перетворювача. У багатьох випадках електронний блок керування повинен забезпечити аналогові керуючі впливи, що реалізуються з використанням цифро-аналогових перетворювачів.
Програмне забезпечення ECM об'єднує два обчислювальних модулі — функціональний і контрольний. Функціональний модуль отримує сигнали від давачів, проводить їх оброблення та формує керуючі впливи на виконавчі пристрої. Контролюючий модуль перевіряє вихідні сигнали і за необхідності здійснює їх коректування, аж до зупинки двигуна.
Сучасні блоки керування двигуном є програмованими електронними пристроями, тобто за потреби вони можуть бути перепрограмовані користувачем. Потреба в перепрограмуванні виникає при внесенні змін у конструкцію двигуна (так званому «тюнінгу двигуна») — встановлення турбокомпресора, інтеркулера, апаратури для роботи на альтернативних видах палива, змін у випускній системі тощо.

## Функції ECM
На електронний блок керування двигуном можуть покладатися такі функції:
- регулювання співвідношення «повітря-паливо» у паливо-повітряній суміші з врахуванням складу відпрацьованих газів;
- керування системою впорскування пального;
- регулювання положення дросельної заслінки у тому числі і на холостому ході з врахуванням положення «педалі газу» та частоти обертання колінчастого валу;
- керування системою запалювання за критеріями максимальної потужності та економічності двигуна;
- керування системою вловлювання випарів бензину;
- регулювання системи рециркуляції відпрацьованих газів;
- керування зміною фаз газорозподілу;
- регулювання температури охолоджуючої рідини.

Блок керування двигуном обмінюється даними з іншими електронними системами автомобіля: антиблокувальною системою гальм, автоматичною коробкою передач, системою пасивної безпеки, системою клімат-контрою тощо
Обмін даними здійснюється з використанням CAN-шини (англ. Controller Area Network), стандарт якої розроблено компанією Robert Bosch GmbH в середині 1980-х, що об'єднує окремі блоки керування у загальну систему керування.